# Iván Kizímov
Iván Mijáilovich Kizímov –en ruso, Иван Михайлович Кизимов– (Zherebkov, Unión Soviética, 28 de abril de 1928–22 de septiembre de 2019) fue un jinete soviético que compitió en la modalidad de doma.
Participó en cuatro Juegos Olímpicos de Verano, obteniendo en total cuatro medallas, bronce en Tokio 1964, en la prueba por equipos (junto con Serguei Filatov e Ivan Kalita); oro y plata en México 1968, individual y por equipos (con Yelena Petushkova e Ivan Kalita), y oro en Múnich 1972, por equipos (con Yelena Petushkova e Ivan Kalita), y el cuarto lugar  en Montreal 1976, en la prueba por equipos.
Ganó cuatro medallas en el Campeonato Mundial de Doma entre los años 1966 y 1974, y ocho medallas en el Campeonato Europeo de Doma entre los años 1965 y 1973.

## Palmarés internacional
| Juegos Olímpicos   | Juegos Olímpicos          | Juegos Olímpicos  | Juegos Olímpicos |
| Año                | Lugar                     | Medalla           | Categoría        |
| ------------------ | ------------------------- | ----------------- | ---------------- |
| 1964               | Tokio (Japón)             | Medalla de bronce | Por equipos      |
| 1968               | Ciudad de México (México) | Medalla de oro    | Individual       |
| 1968               | Ciudad de México (México) | Medalla de plata  | Por equipos      |
| 1972               | Múnich (RFA)              | Medalla de oro    | Por equipos      |
| Campeonato Mundial |                           |                   |                  |
| Año                | Lugar                     | Medalla           | Categoría        |
| 1966               | Berna (Suiza)             | Medalla de bronce | Por equipos      |
| 1970               | Aquisgrán (RFA)           | Medalla de oro    | Por equipos      |
| 1970               | Aquisgrán (RFA)           | Medalla de bronce | Individual       |
| 1974               | Copenhague (Dinamarca)    | Medalla de plata  | Por equipos      |
| Campeonato Europeo |                           |                   |                  |
| Año                | Lugar                     | Medalla           | Categoría        |
| 1965               | Copenhague (Dinamarca)    | Medalla de bronce | Por equipos      |
| 1967               | Aquisgrán (RFA)           | Medalla de plata  | Individual       |
| 1967               | Aquisgrán (RFA)           | Medalla de plata  | Por equipos      |
| 1969               | Wolfsburgo (RFA)          | Medalla de plata  | Individual       |
| 1969               | Wolfsburgo (RFA)          | Medalla de bronce | Por equipos      |
| 1971               | Wolfsburgo (RFA)          | Medalla de plata  | Por equipos      |
| 1971               | Wolfsburgo (RFA)          | Medalla de bronce | Individual       |
| 1973               | Aquisgrán (RFA)           | Medalla de plata  | Por equipos      |